# Platt Adams
Platt Adams (23. března 1885 Belleville, New Jersey – 27. února 1961 Normandy Beach, New Jersey) byl americký atlet, olympijský vítěz ve skoku do výšky z místa.
Startoval na olympiádě v Londýně v roce 1908 – skončil zde pátý ve skoku do výšky z místa v trojskoku z místa a také šestý ve skoku do dálky z místa. O čtyři roky později na olympiádě ve Stockholmu zvítězil ve skoku do výšky z místa v novém olympijském rekordu 163 cm, druhý skončil jeho mladší bratr Benjamin a třetí Řek Konstantinos Tsiklitiras. V soutěži ve skoku do dálky se na prvních třech místech umístili stejní závodníci – tentokrát zvítězil Tsiklitiras, druhý Platt Adams a třetí Benjamin Adams.
V letech 1908 až 1915 byl několikanásobným mistrem USA ve skoku o tyči, skoku do dálky a v trojskoku.